# Pharr
Pharr ist eine Stadt im Hidalgo County im US-Bundesstaat Texas. Die Stadt ist nahe der mexikanischen Grenze gelegen  und zählt zusammen mit McAllen, Mission und dem Verwaltungssitz Edinburg zu den vier großen Städten im Landkreis. Das U.S. Census Bureau hat bei der Volkszählung 2020 eine Einwohnerzahl von 79.715 ermittelt.

## Beschreibung
Geografisch liegt Pharr im Golfküsten-Hinterland – nahe dem für Ackerbau günstigen Schwemmland im unteren Rio-Grande-Tal. Die Stadt ist Teil einer Reihe von Ortschaften und Städten, die entlang des US-Highways 83 parallel zum Rio Grande liegen und sich von Mission im Westen bis zum Regionalzentrum Brownsville im Osten ziehen. Die zweite wichtige Verbindungsstraße ist der US-Highway 281, der nahe am Rio Grande entlang verläuft, südlich von Pharr eine 90°-Wendung vornimmt und in Richtung Norden längs durch die Stadt führt. Fünf Kilometer östlich von Pharr befindet sich der Regionalflughafen McAllen International Airport: Über eine Brücke ist die Stadt darüber hinaus mit Reynosa auf der mexikanischen Flussseite verbunden. Das Klima in der Region ist subtropisch und subhumid. Die Temperaturangaben für die benachbarte Stadt McAllen reichen von durchschnittlich 8 °C im Januar bis zu 35 °C im Juli. Die durchschnittliche Jahrestemperatur beträgt 23 °C. Die durchschnittliche Niederschlagsmenge liegt bei 23 Zentimeter pro Monat. Haupt-Regenmonate sind Mai und September.
Das Stadtgebiet ist Teil der statistischen Metropolregion Area Edinburg-McAllen und liegt in deren südöstlichem Teil. Östliche Nachbargemeinden sind San Juan und Alamo. Im Süden reicht das Stadtgebiet mit einem Ausläufer bis an die mexikanische Grenze. Das Stadtterritorium besteht aus zwei Teilen, die durch ein Verbindungsstück beidseits der US 281 miteinander verbunden sind. Die Besiedelung im nördlichen Teil ist weitaus dichter als die in der südlichen Stadtgebiets-Enklave. Der Stadtkern weist eine Bevölkerungsdichte von bis zu 6.800 Einwohner pro Quadratmeile aus, die ihn umgebenden Stadtgebiete eine Dichte zwischen 1.800 und 4.300 Einwohner pro Quadratmeile. Die Besiedlungsdichte innerhalb der flussnahen Stadtgebiets-Enklave hingegen ist deutlich niedriger und beträgt im Schnitt zwischen 500 und 1.800 Einwohnern pro Quadratmeile.
Erste Besiedlungsaktivitäten gehen bis ins 18. Jahrhundert zurück – auf Juan José Hinojosa, dessen Nachfahren ihren Landbesitz jedoch zu Ende des 19. Jahrhunderts veräußerten. Die eigentlichen Begründer der späteren Stadt Pharr waren der Zuckerrohrpflanzer Henry M. Pharr und der Geschäftsmann John C. Kelley. Pharr errichtete ein Bewässerungssystem zum Anbau von Zuckerrohr, Kelley widmete sich dem baulichen Voranschreiten der Ansiedlung. Offiziell den Rang einer City erhielt die Ansiedlung 1916. Die Bevölkerung betrug zu jener Zeit rund 600; die Ortschaft verfügte darüber hinaus über ein Hotel, eine Bank, unterschiedliche Geschäfte sowie eine Grundschule für Mexikaner. Pharrs Zuckerrohr-Anbaupläne scheiterten zwar im Zug des Zusammenbruchs der Zuckerrohr-Landwirtschaft im Rio Grande Valley. Sein Partner Kelley übernahm jedoch das aufgebaute Bewässerungssystem und versorgte die umliegenden Baumwoll- und Gemüsefarmen weiterhin mit Wasser. Die Einwohneranzahl der Stadt wuchs in den folgenden Jahrzehnten stetig weiter. Einen Zusammenschluss mit dem benachbarten McAllen lehnten die Einwohner im Zug einer Abstimmung 1956 ab. 1970 verfügte Pharr über 15.829 Einwohner und rund 200 Firmen – darunter Fertigungsunternehmen, die unter anderem Matratzen, Tongegenstände, Bewässerungsanlagen, Nahrungsmittelprodukte sowie Bau-Materialien wie Beton herstellten.
Als sozialer Sprengstoff erwies sich die ethnische Segregation, die sich innerhalb der Stadt als Norm etabliert hatte. Bereits 1925 hatten hispanische Schüler die Forderung erhoben, zusammen mit anderen Kindern die Schule besuchen zu dürfen. Bis in die 1970er-Jahre waren getrennte Schulen für Hispanics und Weiße gängige Praxis. Die Befürworter dieses Systems führten Sprach- sowie Kulturunterschiede ins Feld, die Gegner den damit verbundenen schlechten Zugang zu Bildung. Über die getrennten Schulen hinaus hatte die ethnische Segregation zwischenzeitlich zu einer räumlich getrennten Zweiteilung der Stadt geführt: Während sich angelsächsische Bewohner vorwiegend südlich der Bahngleise niederließen, wohnten hispanische Einwohner vorwiegend im nördlichen Teil der Stadt. Am 6. Februar 1971 eskalierte die Lage im sogenannten Pharr Police Riot: Hispanische Einwohner, deren Anzahl von zunächst 300 auf 3000 angewachsen war, demonstrierten vor der Polizeistation der Stadt, woraufhin es zum Einsatz von Tränengas, Knüppel und schließlich Schusswaffen kam. Alfonso Loredo Flores, ein Zuschauer, starb aufgrund der von einem Hilfssheriff auf ihn abgefeuerten Schüsse. Die Aufmerksamkeit der Medien führte zu einer Untersuchung und in der Folge zu einer Umstrukturierung der Stadtregierung.
2008 verursachte der Hurrikan Dolly auch in Pharr größere Schäden. Mit 127 Familien, die Unterstützung benötigten, stellte Pharr mehr als die Hälfte der Hilfsbedürftigen im Hidalgo County.

## Demografie
Laut den Daten des United States Census Bureau lag die Einwohnerzahl im Jahr 2016 bei 75.172 Personen. 35.384 davon waren männlich, 39.788 weiblich. 48.494 Einwohner waren 18 Jahre oder älter, 26.678 Kinder oder Jugendliche, 8.593 älter als 65 Jahre. Der Altersmedian betrug 28,3 Jahre. 70.402 oder 93,7 % der Befragten bezeichneten sich als Hispanic oder Latino, 4.376 oder 5,8 % als Weiße, 142 oder 0,2 % als asiatische Amerikaner und 17 als Afroamerikaner (0,0 %). 42 beziehungsweise 0,1 % schließlich gaben an, mehr als einer Ethnien anzugehören. Das Medianeinkommen pro Haushalt belief sich laut Zensus-Angaben auf 32.100 US-Dollar (USD). Der ermittelte Einkommensmedian liegt deutlich sowohl unter demjenigen der USA insgesamt (53.000 USD) als auch dem für den Bundesstaat Texas (51.900 USD). Als Personen, die in Armut leben, wies der Zensus 31,1 % aus, als Personen ohne Krankenversicherung 32,7 %.